# Trường Chinh 3B
Trường Chinh 3B (tiếng Trung Quốc: 长征三号乙火箭), còn có tên gọi khác là CZ-3B và LM-3B, là một tên lửa đẩy quỹ đạo 3 tầng với 4 tầng tách của Trung Quốc, được đưa vào sử dụng từ năm 1996 và được phóng từ Khu phóng 2 và 3 của Trung tâm phóng vệ tinh Tây Xương ở tỉnh Tứ Xuyên. Hiện tại đây là tên lửa mạnh nhất trong các phiên bản Trường Chinh 3 và dòng tên lửa Trường Chinh. Tên lửa này chuyên được dùng để đưa các vệ tinh thông tin lên quỹ đạo chuyển tiếp địa tĩnh (GTO).
Vào năm 2007, phiên bản cải tiến Trường Chinh 3B/E hay G2 được đưa vào hoạt động nhằm tăng tải trọng lên GTO và khả năng chở các vệ tinh GEO nặng hơn. Một phiên bản khác có tải trọng ít hơn là Trường Chinh 3C được phát triển dựa trên Trường Chinh 3B, được phóng lần đầu vào năm 2008. Tính đến tháng 7 năm 2018, Trường Chinh 3B và 3B/E thực hiện 44 nhiệm vụ thành công, một thất bại và hai thất bại một phần, qua đó tỉ lệ thành công là 93,6%.

## Lịch sử phóng
| Thứ tự | Thời gian (UTC)            | Nơi phóng       | Phiên bản   | Kiện hàng              | Quỹ đạo                             | Kết quả         |
| ------ | -------------------------- | --------------- | ----------- | ---------------------- | ----------------------------------- | --------------- |
| 1      | 14 tháng 2 năm 1996 19:01  | LA-2, Tây Xương | 3B          | Intelsat 708           | GTO                                 | Thất bại        |
| 2      | 19 tháng 8 năm 1997 17:50  | LA-2, Tây Xương | 3B          | Agila-2                | GTO                                 | Thành công      |
| 3      | 16 tháng 10 năm 1997 19:13 | LA-2, Tây Xương | 3B          | APStar 2R              | GTO                                 | Thành công      |
| 4      | 30 tháng 5 năm 1998 10:00  | LA-2, Tây Xương | 3B          | Chinastar 1            | GTO                                 | Thành công      |
| 5      | 18 tháng 7 năm 1998 09:20  | LA-2, Tây Xương | 3B          | SinoSat 1              | GTO                                 | Thành công      |
| 6      | 12 tháng 4 năm 2005 12:00  | LA-2, Tây Xương | 3B          | APStar 6               | GTO                                 | Thành công      |
| 7      | 28 tháng 10 năm 2006 16:20 | LA-2, Tây Xương | 3B          | SinoSat 2              | GTO                                 | Thành công      |
| 8      | 13 tháng 5 năm 2007 16:01  | LA-2, Tây Xương | 3B/E        | NigComSat-1            | GTO                                 | Thành công      |
| 9      | 5 tháng 7 năm 2007 12:08   | LA-2, Tây Xương | 3B          | ChinaSat 6B            | GTO                                 | Thành công      |
| 10     | 9 tháng 6 năm 2008 12:15   | LA-2, Tây Xương | 3B          | ChinaSat 9             | GTO                                 | Thành công      |
| 11     | 29 tháng 10 năm 2008 16:53 | LA-2, Tây Xương | 3B/E        | Venesat-1              | GTO                                 | Thành công      |
| 12     | 31 tháng 8 năm 2009 09:28  | LA-2, Tây Xương | 3B          | Palapa-D               | GTO                                 | Thất bại 1 phần |
| 13     | 4 tháng 9 năm 2010 16:14   | LA-2, Tây Xương | 3B/E        | SinoSat 6              | GTO                                 | Thành công      |
| 14     | 20 tháng 6 năm 2011 16:13  | LA-2, Tây Xương | 3B/E        | ChinaSat 10            | GTO                                 | Thành công      |
| 15     | 11 tháng 8 năm 2011 16:15  | LA-2, Tây Xương | 3B/E        | Paksat-1R              | GTO                                 | Thành công      |
| 16     | 18 tháng 9 năm 2011 16:33  | LA-2, Tây Xương | 3B/E        | ChinaSat 1A            | GTO                                 | Thành công      |
| 17     | 7 tháng 10 năm 2011 08:21  | LA-2, Tây Xương | 3B/E        | Eutelsat W3C           | GTO                                 | Thành công      |
| 18     | 19 tháng 12 năm 2011 16:41 | LA-2, Tây Xương | 3B/E        | NigComSat-1R           | GTO                                 | Thành công      |
| 19     | 31 tháng 3 năm 2012 10:27  | LA-2, Tây Xương | 3B/E        | APStar 7               | GTO                                 | Thành công      |
| 20     | 29 tháng 4 năm 2012 20:50  | LA-2, Tây Xương | 3B          | Compass-M3 Compass-M4  | Quỹ đạo chuyển tiếp Sao Hỏa (MTO)   | Thành công      |
| 21     | 26 tháng 5 năm 2012 15:56  | LA-2, Tây Xương | 3B/E        | ChinaSat 2A            | GTO                                 | Thành công      |
| 22     | 18 tháng 9 năm 2012 19:10  | LA-2, Tây Xương | 3B          | Compass-M5 Compass-M6  | MTO                                 | Thành công      |
| 23     | 27 tháng 11 năm 2012 10:13 | LA-2, Tây Xương | 3B/E        | ChinaSat 12            | GTO                                 | Thành công      |
| 24     | 1 tháng 5 năm 2013 16:06   | LA-2, Tây Xương | 3B/E        | ChinaSat 11            | GTO                                 | Thành công      |
| 25     | 1 tháng 12 năm 2013 17:30  | LA-2, Tây Xương | 3B/E        | Chang'e 3              | Quỹ đạo chuyển tiếp Mặt Trăng (LTO) | Thành công      |
| 26     | 20 tháng 12 năm 2013 16:42 | LA-2, Tây Xương | 3B/E        | Túpac Katari 1         | GTO                                 | Thành công      |
| 27     | 25 tháng 7 năm 2015 12:29  | LA-2, Tây Xương | 3B/E + YZ-1 | BDS M1-S BDS M2-S      | Quỹ đạo Trái Đất tầm trung (MEO)    | Thành công      |
| 28     | 12 tháng 9 năm 2015 15:42  | LA-2, Tây Xương | 3B/E        | TJS-1                  | GTO                                 | Thành công      |
| 29     | 29 tháng 9 năm 2015 23:13  | LA-3, Tây Xương | 3B/E        | BDS I2-S               | GTO                                 | Thành công      |
| 30     | 16 tháng 10 năm 2015 16:16 | LA-2, Tây Xương | 3B/E        | APStar 9               | GTO                                 | Thành công      |
| 31     | 3 tháng 11 năm 2015 16:25  | LA-3, Tây Xương | 3B/E        | ChinaSat 2C            | GTO                                 | Thành công      |
| 32     | 20 tháng 11 năm 2015 16:07 | LA-2, Tây Xương | 3B/E        | LaoSat-1               | GTO                                 | Thành công      |
| 33     | 9 tháng 12 năm 2015 16:46  | LA-3, Tây Xương | 3B/E        | ChinaSat 1C            | GTO                                 | Thành công      |
| 34     | 28 tháng 12 năm 2015 16:04 | LA-2, Tây Xương | 3B/E        | Gaofen 4               | GTO                                 | Thành công      |
| 35     | 15 tháng 1 năm 2016 16:57  | LA-3, Tây Xương | 3B/E        | Belintersat-1          | GTO                                 | Thành công      |
| 36     | 5 tháng 8 năm 2016 16:22   | LA-3, Tây Xương | 3B/E        | Tiantong-1-01          | GTO                                 | Thành công      |
| 37     | 10 tháng 12 năm 2016 16:11 | LA-3, Tây Xương | 3B/E        | Fengyun-4A             | GTO                                 | Thành công      |
| 38     | 5 tháng 1 năm 2017 15:18   | LA-2, Tây Xương | 3B/E        | TJS-2                  | GTO                                 | Thành công      |
| 39     | 12 tháng 4 năm 2017 11:04  | LA-2, Tây Xương | 3B/E        | Shijian 13             | GTO                                 | Thành công      |
| 40     | 19 tháng 6 năm 2017 16:11  | LA-2, Tây Xương | 3B/E        | Chinasat 9A            | GTO                                 | Thất bại 1 phần |
| 41     | 5 tháng 11 năm 2017 11:45  | LA-2, Tây Xương | 3B/E + YZ-1 | BDS-3 M1 BDS-3 M2      | MEO                                 | Thành công      |
| 42     | 10 tháng 12 năm 2017 16:40 | LA-2, Tây Xương | 3B/E        | Alcomsat-1             | GTO                                 | Thành công      |
| 43     | 11 tháng 1 năm 2018 23:18  | LA-2, Tây Xương | 3B/E + YZ-1 | BDS-3 M7 BDS-3 M8      | MEO                                 | Thành công      |
| 44     | 12 tháng 2 năm 2018 05:03  | LA-2, Tây Xương | 3B/E + YZ-1 | BDS-3 M3 BDS-3 M4      | MEO                                 | Thành công      |
| 45     | 29 tháng 3 năm 2018 17:56  | LA-2, Tây Xương | 3B/E + YZ-1 | BDS-3 M9 BDS-3 M10     | MEO                                 | Thành công      |
| 46     | 3 tháng 5 năm 2018 16:06   | LA-2, Tây Xương | 3B/E        | Apstar 6C              | GTO                                 | Thành công      |
| 47     | 29 tháng 7 năm 2018 01:48  | LA-3, Tây Xương | 3B/E + YZ-1 | BDS-3 M5 và BDS-3 M6   | MEO                                 | Thành công      |
| 48     | 24 tháng 8 năm 2018 23:52  | LA-3, Tây Xương | 3B/E + YZ-1 | BDS-3 M11 và BDS-3 M12 | MEO                                 | Thành công      |

## Sự cố

### Nhiệm vụ Intelsat 708 thất bại
Vào ngày 14 tháng 2 năm 1996, ở nhiệm vụ đầu tiên, Trường Chinh 3B chở vệ tinh Intelsat 708 gặp sự cố khi vừa rời bệ phóng, đi chệch hướng rồi đâm xuống mặt đất và phát nổ ở mốc T+23 s (23 giây sau khi phóng). Ít nhất sáu người dưới mặt đất thiệt mạng vì vụ nổ.. Nguyên nhân được cho là do một sợi dây trong hệ thống điều khiển bị đứt.
Sự tham gia của công ty Space Systems/Loral trong quá trình điều tra gây ra nhiều tranh cãi mang tính chính trị tại Hoa Kỳ, với lí do thông tin thu thập được cung cấp cho Trung Quốc sẽ giúp nước này cải thiện công nghệ tên lửa. Vào năm 1998, Quốc hội Hoa Kỳ lại liệt công nghệ vệ tinh vào danh sách các loại vũ khí chịu sự quản lí của ITAR (International Traffic in Arms Regulations - Quy định quản lý buôn bán vũ khí quốc tế). Chưa một giấy phép nào cho phép thiết bị bay của Hoa Kỳ phóng trên tên lửa Trung Quốc được cấp bởi Bộ Ngoại giao Hoa Kỳ kể từ thời gian trên. Một quan chức của Cục Công nghiệp và An ninh (trực thuộc Bộ Thương mại Hoa Kỳ) vào năm 2016 tái khẳng định "không một kiện hàng nào có nguồn gốc từ Mỹ, bất kể tầm quan trọng, bất kể được tích hợp vào sản phẩm của một nước khác, được đưa tới Trung Quốc".

### Nhiệm vụ Palapa-D thất bại một phần
Vào ngày 31 tháng 8 năm 2009, một động cơ tầng ba hoạt động dưới công suất khiến vệ tinh Palapa-D nằm trên quỹ đạo thấp hơn kế hoạch. Vệ tinh sau đó phải sử dụng động cơ có sẵn để đạt GEO, làm giảm tuổi thọ của vệ tinh từ 15 năm xuống còn 10,5 năm. Điều tra cho thấy động cơ khí phục vụ bơm nhiên liệu bị chết máy do vòi phun Hydro lỏng bị băng làm tắc.